# Simon Pegg
Simon Pegg, eg. Simon John Beckingham, född den 14 februari 1970 i Gloucester, England, är en brittisk skådespelare, komiker, filmproducent och regissör.
Han är mest känd för att ha medverkat i filmerna Shaun of the Dead och Hot Fuzz. De flesta av sina arbeten har han gjort tillsammans med skådespelarna Nick Frost, Jessica Hynes, Dylan Moran och Edgar Wright.
2010 fick han jobb som röstskådespelare av Lionhead Studios till RPG-spelet Fable 3. Han spelar rollen som Benn Finn, en äventyrssökande soldat. Han har även gjort rösten till Phineas Nigellus Black i 2023 års datorspel Hogwarts Legacy.

## Filmografi
| År   | Titel                                                     | Roll                       |
| ---- | --------------------------------------------------------- | -------------------------- |
| 1999 | Guest House Paradiso                                      | Mr. Nice                   |
| 2001 | The Parole Officer                                        | Deflated Husband           |
| 2002 | 24 Hour Party People                                      | Paul Morley                |
| 2004 | Shaun of the Dead                                         | Shaun                      |
| 2005 | The League of Gentlemen's Apocalypse                      | Peter Cow                  |
| 2005 | Land of the Dead                                          | Photo Booth Zombie         |
| 2006 | Mission: Impossible III                                   | Benjamin "Benji" Dunn      |
| 2006 | Big Nothing                                               | Gus                        |
| 2006 | Free Jimmy                                                | Odd                        |
| 2007 | Grindhouse                                                | Cannibal                   |
| 2007 | The Good Night                                            | Paul                       |
| 2007 | Hot Fuzz                                                  | Sergeant Nicholas Angel    |
| 2007 | Run, Fat Boy, Run                                         | Dennis Doyle               |
| 2007 | Diary of the Dead                                         | Voice-over Cameo           |
| 2008 | Hopplös och hatad av alla                                 | Sidney Young               |
| 2009 | Star Trek                                                 | Montgomery "Scotty" Scott  |
| 2009 | Ice Age 3: Det våras för dinosaurierna                    | Buck (röst)                |
| 2010 | Burke and Hare                                            | William Burke              |
| 2010 | Berättelsen om Narnia: Kung Caspian och skeppet Gryningen | Ripipip                    |
| 2011 | Paul                                                      | Graeme Willy               |
| 2011 | Tintins äventyr: Enhörningens hemlighet                   | Dupond                     |
| 2011 | Mission: Impossible – Ghost Protocol                      | Benjamin "Benji" Dunn      |
| 2012 | A Fantastic Fear of Everything                            | Jack                       |
| 2013 | Star Trek Into Darkness                                   | Montgomery "Scotty" Scott  |
| 2013 | The World's End                                           | Gary King                  |
| 2014 | Cuban Fury                                                | Chaufför (cameo)           |
| 2014 | Hector and the Search for Happiness                       | Hector                     |
| 2014 | The Boxtrolls                                             | Hebert Trubshaw (röst)     |
| 2014 | Kill Me Three Times                                       | Charlie Wolfe              |
| 2015 | Man Up                                                    | Jack                       |
| 2015 | Mission: Impossible – Rogue Nation                        | Benjamin "Benji" Dunn      |
| 2015 | Absolutely Anything                                       | Neil Clarke                |
| 2015 | Star Wars: The Force Awakens                              | Unkar Plutt                |
| 2016 | Ice Age 5: Scratattack                                    | Buck (röst)                |
| 2016 | Star Trek Beyond                                          | Montgomery "Scotty" Scott  |
| 2018 | The Cloverfield Paradox                                   | Radioröst (cameo)          |
| 2018 | Ready Player One                                          | Ogden Morrow / Förvaltaren |
| 2018 | Terminal                                                  | Bill                       |
| 2018 | Mission: Impossible – Fallout                             | Benjamin "Benji" Dunn      |
| 2022 | Ice Age: Buck Wilds äventyr                               | Buck (röst)                |
| 2023 | Mission: Impossible – Dead Reckoning Part One             | Benjamin "Benji" Dunn      |
| 2025 | Mission: Impossible – The Final Reckoning                 | Benjamin "Benji" Dunn      |